# Lista craterelor de impact din Asia
Această listă de cratere de impact din Asia, include toate craterele de impact confirmate astfel cum sunt enumerate în Earth Impact Database. Aceste cratere au fost cauzate de coliziunile meteoriților mari sau cometelor cu Pământul. Pentru craterele erodate sau îngropate, diametrul declarat de obicei se referă la o estimare a diametrului jantei originale, și poate să nu corespundă cu caracteristicile aflate azi la suprafață. 
| Nume                | Locație               | Diametru                | Vârstă (ani)        | Coordonate                            |
| ------------------- | --------------------- | ----------------------- | ------------------- | ------------------------------------- |
| Beyenchime-Salaatin | Rusia                 | 8 km                    | 40 ± 20 milioane    | 71°0′N 121°40′E / 71.000°N 121.667°E  |
| Bigach              | Kazahstan             | 8 km                    | 5 ± 3 milioane      | 48°34′N 82°1′E / 48.567°N 82.017°E    |
| Chiyli              | Kazahstan             | 5,5 km                  | 46 ± 7 milioane     | 49°10′N 57°51′E / 49.167°N 57.850°E   |
| Chukcha             | Rusia                 | 6 km                    | < 70 milioane       | 75°42′N 97°48′E / 75.700°N 97.800°E   |
| El'gygytgyn         | Rusia                 | 18 km                   | 3,5 ± 0,5 milioane  | 67°30′N 172°5′E / 67.500°N 172.083°E  |
| Kara                | Rusia                 | 65 km                   | 70,3 ± 2,2 milioane | 69°6′N 64°9′E / 69.100°N 64.150°E     |
| Karakul             | Tadjikistan           | 52 km                   | < 5 milioane        | 39°1′N 73°27′E / 39.017°N 73.450°E    |
| Logancha            | Rusia                 | 20 km                   | 40 ± 20 milioane    | 65°31′N 95°56′E / 65.517°N 95.933°E   |
| Lonar               | Buldhana, India       | 1,83 km                 | 52.000 ± 6.000      | 19°58′N 76°31′E / 19.967°N 76.517°E   |
| Macha               | Rusia                 | 0,3 km                  | < 7.000             | 60°6′N 117°35′E / 60.100°N 117.583°E  |
| Popigai             | Siberia, Rusia        | 100 km                  | 35,7 ± 0,2 milioane | 71°39′N 111°11′E / 71.650°N 111.183°E |
| Ragozinka           | Rusia                 | 9 km                    | 46 ± 3 milioane     | 58°44′N 61°48′E / 58.733°N 61.800°E   |
| Shunak              | Kazahstan             | 2,8 km                  | 45 ± 10 milioane    | 47°13′N 72°46′E / 47.217°N 72.767°E   |
| Sikhote-Alin        | Primorsky Krai, Rusia | 0,026 km (cel mai mare) | 78                  | 46°7′N 134°40′E / 46.117°N 134.667°E  |
| Sobolev             | Rusia                 | 0,053 km                | < 1.000             | 46°18′N 137°52′E / 46.300°N 137.867°E |
| Tabun-Khara-Obo     | Mongolia              | 1,3 km                  | 150 ± 20 milioane   | 44°8′N 109°39′E / 44.133°N 109.650°E  |
| Wabar               | Arabia Saudită        | 0,116 km                | 161                 | 21°30′N 50°28′E / 21.500°N 50.467°E   |
| Zhamanshin          | Kazahstan             | 14 km                   | 900.000 ± 100.000   | 48°24′N 60°58′E / 48.400°N 60.967°E   |

## Cratere de impact neconfirmate
Craterele următoarele sunt considerate oficial „neconfirmate”, deoarece acestea nu sunt listate în Earth Impact Database. Din cauza unor cerințe stricte cu privire la probe, craterele nou-descoperite sau cele pentru care este dificil să se colecteze probe sunt, în general cunoscute cu ceva timp înainte de a deveni listate.
| Nume                | Locație                         | Diametru     | Vârstă (ani) | Coordonate                                    |
| ------------------- | ------------------------------- | ------------ | ------------ | --------------------------------------------- |
| Shiva               | Oceanul Indian la vest de India | 600 x 400 km | 65 milioane  | 18°40′N 70°14′E / 18.667°N 70.233°E           |
| Jabal Waqf es Swwan | Iordania                        | 5,5 km       | Cenozoic?    | 31°3′N 36°48′E / 31.050°N 36.800°E            |
| Ramgarh             | Rajasthan, India                | 3 km         | Necunoscută  | 25°20′56″N 76°37′29″E / 25.34889°N 76.62472°E |
| Cheko               | Siberia, Rusia                  | ~500 m       | Posibil 100  | 60°57′50″N 101°51′36″E / 60.964°N 101.86°E    |